# Lagoa do Pico do Areeiro
A Lagoa do Pico do Areeiro é uma lagoa portuguesa, localizada na ilha açoriana da Terceira, arquipélago dos Açores, no município de Angra do Heroísmo.
Esta lagoa encontra-se sensivelmente no centro da ilha Terceira, próxima do Pico do Areeiro, a cerca de 526 metros de altitude.